# Шишкинский сельсовет (Московская область)
Шишкинский сельсовет — упразднённая административно-территориальная единица, существовавшая на территории Московской губернии и Московской области до 1939 года.
Шишкинский сельсовет возник в первые годы советской власти. По состоянию на 1921 год он входил в Аннинскую волость Волоколамского уезда Московской губернии.
В 1924 году к Шишкинскому с/с был присоединён Амельфинский с/с.
По данным 1926 года в состав сельсовета входили 2 населённых пункта — Шишкино и Амельфино.
В 1929 году Шишкинский сельсовет был отнесён к Волоколамскому району Московского округа Московской области.
17 июля 1939 года Шишкинский сельсовет был упразднён. При этом его территория (селения Амельфино и Шишкино) была передана в Лысцевский сельсовет.